# OR7C1
OR7C1 (англ. Olfactory receptor family 7 subfamily C member 1) – білок, який кодується однойменним геном, розташованим у людей на короткому плечі 19-ї хромосоми. Довжина поліпептидного ланцюга білка становить 320 амінокислот, а молекулярна маса — 35 519.
| 10         |  | 20         |  | 30         |  | 40         |  | 50         |
| ---------- |  | ---------- |  | ---------- |  | ---------- |  | ---------- |
| METGNQTHAQ |  | EFLLLGFSAT |  | SEIQFILFGL |  | FLSMYLVTFT |  | GNLLIILAIC |
| SDSHLHTPMY |  | FFLSNLSFAD |  | LCFTSTTVPK |  | MLLNILTQNK |  | FITYAGCLSQ |
| IFFFTSFGCL |  | DNLLLTVMAY |  | DRFVAVCHPL |  | HYTVIMNPQL |  | CGLLVLGSWC |
| ISVMGSLLET |  | LTVLRLSFCT |  | EMEIPHFFCD |  | LLEVLKLACS |  | DTFINNVVIY |
| FATGVLGVIS |  | FTGIFFSYYK |  | IVFSILRISS |  | AGRKHKAFST |  | CGSHLSVVTL |
| FYGTGFGVYL |  | SSAATPSSRT |  | SLVASVMYTM |  | VTPMLNPFIY |  | SLRNTDMKRA |
| LGRLLSRATF |  | FNGDITAGLS |  |            |  |            |  |            |

A: Аланін

C: Цистеїн

D: Аспарагінова кислота

E: Глутамінова кислота

F: Фенілаланін

G: Гліцин

H: Гістидин

I: Ізолейцин

K: Лізин

L: Лейцин

M: Метіонін

N: Аспарагін

P: Пролін

Q: Глутамін

R: Аргінін

S: Серин

T: Треонін

V: Валін

W: Триптофан

Кодований геном білок за функціями належить до рецепторів, g-білокспряжених рецепторів, білків внутрішньоклітинного сигналінгу. 
Локалізований у клітинній мембрані, мембрані.